# Bothriolepis
Genre
Bothriolepis (« balancier pointu », nom évoquant ses nageoires pectorales) était le genre le plus diversifié de placodermes de l'ordre des Antiarchi, peut-être le plus diversifié de tous les placodermes, avec plus de 100 espèces trouvées sur tous les continents. Il a vécu au Dévonien (il y a 387-360 millions d'années).

## Descriptif

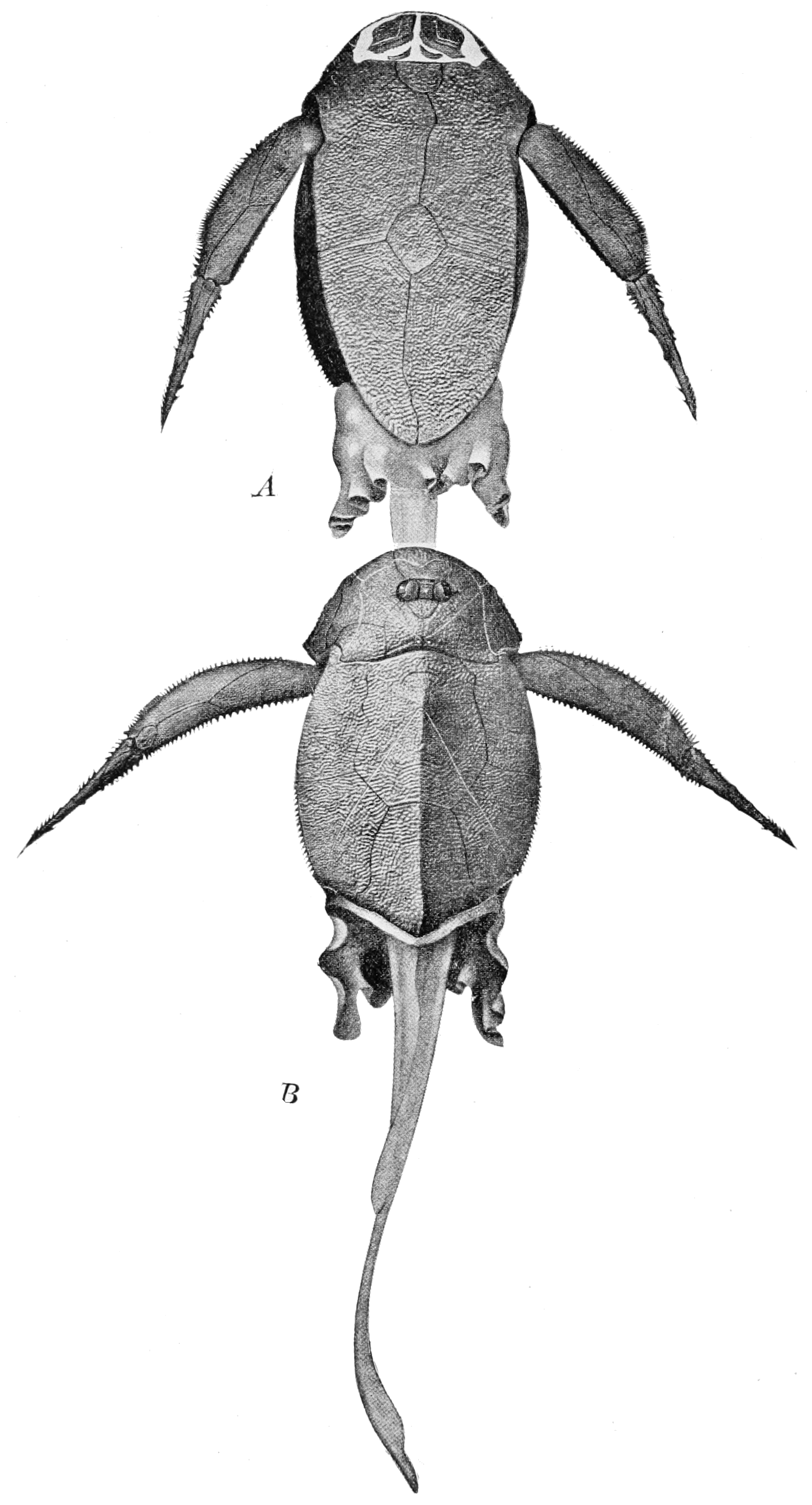
Restitution descriptive scientifique de Bothriolepsis canadensis, A : vue ventrale, B : vue dorsale (1913). Une telle restitution n'est pas paléoartistique car il n'y a pas d'élément (formes, couleurs) conjecturel contestable.

Bothriolepis était un animal benthique d'eau douce et un détritivore d'une longueur de 30 cm à 1 m pour l'espèce la plus grande Bothriolepis maxima.
Puisque les fossiles sont trouvés dans des sédiments d'eau douce, on pense que Bothriolepis vivait en eau douce mais cela n'exclut pas qu'il ait pu coloniser les deltas, estuaires, lagunes et autres milieux paraliques dévoniens s'il pouvait aussi supporter l'eau salée. Beaucoup de paléontologues présument qu'ils étaient anadromes, c'est-à-dire qu’ils se reproduisaient en eau douce pour aller vivre en mer comme les actuels esturgeons et saumons, ou inversement comme les actuelles anguilles. L'avant de son corps est constitué d'une carapace formée de plusieurs plaques osseuses, assurant la protection contre des prédateurs.
Certains fossiles du Bothriolepis canadensis en provenance du parc national de Miguasha au Québec sont préservés en trois dimensions et avec leurs parties molles (dont l'arrière du corps) : l'un de ces spécimens incroyablement bien conservés montre le tracé de vaisseaux sanguins, ce qui est une première dans le domaine de la paléontologie.